# Relaciones Curazao-Venezuela
Las relaciones Curazao-Venezuela se refieren a las relaciones internacionales que existen entre Curazao, país autónomo insular de Países Bajos, y Venezuela.

## Historia

### SigloXIX
Las islas ABC son dependencias de los Países Bajos a menos de 25 kilómetros de las costas venezolanas.[cita requerida]
En 1827, un grupo de judíos provenientes de la colonia holandesa de Curazao emigraron a Coro. Veintiocho años más tarde, con una economía en ruinas y el desempleo sin ningún tipo de controles, la xenofobia y el resentimiento contra los extranjeros se apoderó de los habitantes de la ciudad que culparon a los comerciantes judíos de la crisis. Tras violentas protestas, la ciudadanía expulsó a toda la población judía, 168 personas, de vuelta a Curazao, la primera vez que un grupo de judíos había sido expulsado de un territorio en América.[cita requerida]
El gobierno colonial de Curazao protestó fuertemente la expulsión porque dañaba el intercambio comercial, alegando los derechos que Venezuela debía a los extranjeros de acuerdo a los tratados internacionales. El Reino de Holanda exigió la compensación por las pérdidas económicas de los judíos y su retorno seguro a Coro, reclamando además la Isla de Aves como suya. El gobierno venezolano desatendió tales peticiones alegando que si los judíos se consideraban perjudicados, debían demandar en una corte venezolana. Ante esta actitud los holandeses deciden bloquear el puerto de La Guaira con una flota de tres buques de guerra enviando además un ultimátum al gobierno venezolano para dar respuesta a sus peticiones sobre la soberanía de la isla de Aves y “negociar” los términos de las supuestas indemnizaciones a los judíos expulsados de Coro.[cita requerida] El 23 de marzo de 1856 se firmó un protocolo entre el gobierno de Venezuela, el cónsul holandés y el cónsul británico, Richard Bingham, que retiró el ultimátum presentado por Holanda y los navíos de guerra abandonaron aguas venezolanas. También estableció un periodo de tres meses para llegar a un arreglo entre Holanda y Venezuela, y de no suceder, llevar las negociaciones al Tribunal Internacional de La Haya en Países Bajos.
La lucha diplomática continuó, hasta que dos militares venezolanos confesaron haber escrito los panfletos incendiarios y anti-semíticos en 1855. El general Rodulfo Calderón, señalado como uno de los principales cabecillas de los motines antisemitas fue reducido a prisión entre mayo y agosto de 1855. En ocasión de su defensa, Calderón alegó que si bien era el autor de varios pasquines donde figuraba la exhortación de «mueran los judíos», ello era justificable por la libertad de expresión que existe en el país. Finalmente, el apoyo que le brinda en ese sentido, el general Juan Crisóstomo Falcón, indirectamente involucrado en los acontecimientos, permite su puesta en libertad absuelto de todos los cargos en su contra. Finalmente, con el apoyo de los consulados de Inglaterra y Estados Unidos, se llegó a un acuerdo con el gobierno de Venezuela en agosto de 1857. El 6 de mayo de 1858 el gobierno aceptó pagar los daños y garantizar el retorno de los judíos exilados, por lo que ese mismo día un nuevo panfleto circuló en Coro diciendo que, "El pueblo de Coro no quiere a los judíos. Fuera, váyanse como perros; y si no se marchan pronto los zamuros van a disfrutar con su cuerpos."[cita requerida]

### SigloXX
En junio de 1902 ocurrió otro episodio de antisemitismo en Coro durante el gobierno del general Cipriano Castro. Los judíos buscaron asilo en Curazao, el cual fue otorgado por el gobernador de la isla, J. O. de Jong van Beek quien envío el buque de guerra "HNMLS Koningin Regentes" a protegerlos. De regreso a Curazao el buque trajo ochenta mujeres y niños a bordo. En julio de ese mismo año, el mismo barco fue enviado a La Vela de Coro por el resto de los judíos, y tan solo unos pocos se quedaron allí para proteger las propiedades de los exiliados.[cita requerida]
Las relaciones diplomáticas entre Países Bajos y Venezuela fueron establecidas en 1921 después del establecimiento después de la firma de un tratado en Caracas el 11 de mayo de 1920.
Países Bajos y Venezuela firmaron un Tratado de Límites marítimos en 1978 que fijó las fronteras y límites marítimos en el Mar Caribe entre las Antillas Neerlandesas para entonces y Venezuela.

### SigloXXI
El presidente venezolano Hugo Chávez llamó a la "independencia revolucionaria" de las islas, una propuesta que preocupó a varios habitantes de las islas y miembros del alto mando militar neerlandés.[cita requerida] En enero de 2010 el primer ministro neerlandés Jan Peter Balkenende rechazó las acusaciones de Chávez de que aviones militares estadounidenses estaban siendo desplegados en las Antillas Neerlandesas como parte de un plan de ataque; Chávez había mostrado la fotografía de un avión Lockheed P-3 Orion como prueba. Balkenende respondió que la foto había sido sacada de Wikipedia y que databa de 2002, y señaló que los aviones estaban siendo usados para combatir contra el narcotráfico, pidiéndole a Chávez de que se discutiera apropiadamente sobre problemas reales.
En 2019, durante la crisis presidencial de Venezuela, Países Bajos reconoció a Juan Guaidó como presidente de Venezuela. Durante el envío de ayuda humanitaria a Venezuela, el 13 de febrero se anunció que la tercera y última base de operaciones para el acopio y traslado de la ayuda humanitaria sería la isla de Curazao; Países Bajos planeó llevar un cargamento de ayuda humanitaria de Willemstad, Curazao, hasta Puerto Cabello y el Puerto de La Guaira. El 19 de febrero Nicolás Maduro ordenó cerrar la frontera con las regiones neerlandesas en el Caribe de Aruba, Bonaire y Curazao.